# Game Boy Advance
 (février 2021).
Si vous disposez d'ouvrages ou d'articles de référence ou si vous connaissez des sites web de qualité traitant du thème abordé ici, merci de compléter l'article en donnant les références utiles à sa vérifiabilité et en les liant à la section « Notes et références ».
La (ou le,,) Game Boy Advance (abrégée en GBA) est une console de jeux vidéo portable créée par Nintendo et sortie en 2001. Elle dispose d'un écran couleur et d'un processeur 32-bits, ce qui en faisait à sa sortie la console portable la plus performante.
En 2003, Nintendo lance la Game Boy Advance SP, identique techniquement à la Game Boy Advance, mais disposant d'un format plus compact et d'améliorations telles qu'un écran rétro-éclairé, ainsi qu'une batterie lithium-ion rechargeable. Enfin, en 2005, Nintendo sort la Game Boy Micro, dernière déclinaison de sa portable, une console au format « mini » qui propose un écran amélioré.
Le rapport annuel 2006 de Nintendo indique que 75 millions de Game Boy Advance ont été vendues (toutes versions confondues). En avril 2025, le dernier jeu de la console (Shantae Advance: Risky Revolution) est sorti, bien après la fin de production de la console (janvier 2008), qui aura vécu presque 7 ans. Ses ventes finales sont estimées à 81,51 millions d'exemplaires, faisant de la console un nouveau succès après ceux de la Game Boy et de la Game Boy Color. La Nintendo DS, sortie à la fin de l'année 2004 au Japon et en début d'année 2005 dans le reste du monde, succède à la Game Boy Advance.

## Historique
Descendante de la Game Boy Color (elle-même descendante de la Game Boy), la Game Boy Advance offre des performances légèrement supérieures aux consoles de salon 16 bits (Mega Drive et Super Nintendo). Cette puissance permet à Nintendo de rééditer sur ce format nombre de ses jeux Nintendo Entertainment System et Super Nintendo, comme la série des Super Mario Advance, la gamme NES Classics ou encore le jeu The Legend of Zelda: A Link to the Past, et même certains jeux Mega Drive tout en développant des suites inédites.
La gamme Game Boy Advance Video propose des films d'animation et des compilations d'épisodes de séries animées au format cartouche pouvant être lu sur la console.
Nintendo voulait que sa console ait une apparence originale qui frappe les regards et n'était pas satisfait par les prototypes proposés par les designers traditionnels de l'entreprise. Enfermés dans les schémas classiques, tous les prototypes ressemblaient invariablement à la Neo-Geo Pocket ou à la Lynx avec quelques variations. Voulant un regard neuf, Nintendo entra en contact avec Gwénaël Nicolas, un designer français de passage au Japon, totalement étranger au monde du jeu vidéo. Celui-ci proposa des dizaines de prototypes complètement décalés (une console en forme de fleur notamment) par rapport aux schémas traditionnels. Finalement, Ce fut le prototype « panda » qui fut retenu et pour cette raison, la console vue de face doit suggérer la tête de cet animal.
Sa compatibilité avec les jeux de la Game Boy et de la Game Boy Color lui assure un grand catalogue de jeux (compatibilité qui n'est toutefois pas de mise avec la Game Boy Micro). La GBA n'étant pas zonée, il est possible de jouer à des jeux américains et japonais sur une console européenne. De plus, le faible coût de développement des jeux pour consoles portables comparé à celui des jeux pour consoles de salon à la même époque fait que de nombreuses productions sortent sur Game Boy Advance.
La possibilité de jouer à quatre, parfois avec une seule cartouche de jeu, en reliant les Game Boy Advance entre elles est un autre point fort.
Son gros point faible bien qu'il existe des accessoires pour compenser ce défaut est l'absence de rétro-éclairage, rendant l'affichage très sombre. C'est l'un des points qui ont amené Nintendo à sortir la Game Boy Advance SP, un modèle disposant d'un écran éclairé par le biais de diodes sur ses côtés.
Un autre point faible est le rendu sonore de la console. En effet, elle ne dispose pas de circuit intégré dédié au son, obligeant les jeux à y dédier une partie de la puissance du processeur central. Cela dit, une grande partie de la qualité sonore et musicale des jeux est encore du ressort du compositeur, et selon les jeux les capacités plus faibles sont compensées à des niveaux variables.

## Modèles

### Modèle original

#### Caractéristiques techniques
- Microprocesseur principal : ARM7TDMI 32 bits, architecture RISC cadencé à 16,777 216 MHz (soit 2^24 cycles/seconde), développé par ARM Ltd., avec mémoire embarquée, sans MMU (Memory Management Unit)
- Microprocesseur secondaire : processeur 8 bits CISC de type Z80 cadencé à 4,194 304 MHz ou 8,388 608 MHz pour assurer la rétro-compatibilité avec les anciennes Game Boy monochromes ou couleur
- Mémoire :
  - 256 Ko d'EWRAM (External Work Random Access Memory - appelée couramment « mémoire externe », sur une puce séparée du processeur)
  - 32 Ko d'IWRAM (Internal Work Random Access Memory - appelée couramment « mémoire interne », directement dans le processeur)
  - 96 Ko de VRAM (Vidéo RAM - ou mémoire vidéo), intégrée au processeur
- Affichage :
  - Écran couleur TFT à matrice active de 7,4 cm (2,9 ")
  - Définition de 240 × 160 pixels
  - Taille de l'écran : 40,8 mm × 61,2 mm
  - 511 couleurs en mode caractère, 32 768 couleurs en mode point
  - Taux de rafraichissement : 59,73 Hz
- Dimensions :
  - Largeur : 144,5 mm
  - Epaisseur : 24,5 mm
  - Longueur: 82 mm
  - Poids : 140 g
- Alimentation : 2 piles LR06 (AA) pour une autonomie de 15 heures. Un adaptateur secteur était aussi disponible.

Comme la PC-FX, le processeur est peut-être en 32 bits, mais la console ne possède aucune capacité graphique 3D (c'est-à-dire une production de polygones). Comme cette dernière, rares sont les jeux à être en 3D, tels Duke Nukem Advance et V-Rally 3.

### Comparaison des caractéristiques techniques
|                  | Game Boy Advance | Game Boy Advance SP | Game Boy Micro                                                                                      |
| Dates de sorties | JAP : 21 mars 2001 EUR : 22 juin 2001 USA : 11 juin 2001                                                                         | JAP : 14 février 2003 EUR : 28 mars 2003 USA : 23 mars 2003 | JAP : 13 septembre 2005 EUR : 4 novembre 2005 USA : 19 septembre 2005 AUS : 3 novembre 2005         |
| Masse            | 140 g | 143 g | 80 g                                                                                                |
| Écran            | De résolution 240x160 pixels 511 couleurs en mode caractère, 32 768 couleurs en mode point Taille de l'écran : 40,8 mm × 61,2 mm | De résolution 240x160 pixels 511 couleurs en mode caractère, 32 768 couleurs en mode point Taille de l'écran : 40,8 mm × 61,2 mm Écran éclairé (par des diodes sur le côté de l'écran) | 2 Pouces De résolution 240x160 pixels 511 couleurs en mode caractère, 32 768 couleurs en mode point |
| Contrôles        | - croix directionnelle - bouton A, B, L, R, Start, Select                                                                        | - croix directionnelle - bouton A, B, L, R, Start, Select | - croix directionnelle - bouton A, B, L, R, Start, Select                                           |
| Autonomie        | 15 heures | 18 heures sans éclairage, 10 heures avec éclairage | Environ 10 heures                                                                                   |

## Accessoires
- Nintendo e-Reader : lecteur de « e-cartes » (e-cards), composé d'un scanner laser pour lire des cartes spéciales (utilisant une technologie proche du code-barres) et ainsi charger dans la console des jeux NES, des nouveaux niveaux, des objets...